# رود واریور هاوک
رود واریور هاوک (انگلیسی: Road Warrior Hawk; ۲۶ ژانویهٔ ۱۹۵۷ – ۱۹ اکتبر ۲۰۰۳) کشتی‌گیر کشتی حرفه‌ای اهل ایالات متحده آمریکا بود.
وی همچنین برندهٔ جوایزی همچون تالار شهرت دبلیودبلیوای شده است.